# Cercoceracris falsalineata
Cercoceracris falsalineata är en insektsart som beskrevs av Christiane Amédégnato och Poulain 1987. Cercoceracris falsalineata ingår i släktet Cercoceracris och familjen gräshoppor. Inga underarter finns listade i Catalogue of Life.